# Goonhilly
Le Goonhilly (anglais : Goonhilly Pony) est une race de poney originaire de Bodmin Moor (en), dans les Cornouailles, au Royaume-Uni. Mentionnée dès le XVIIe siècle comme cheval de selle, cette race devient très populaire comme bête de somme au XIXe siècle. Le Goonhilly est désormais éteint, étant à l'origine de la race Dartmoor.

## Histoire

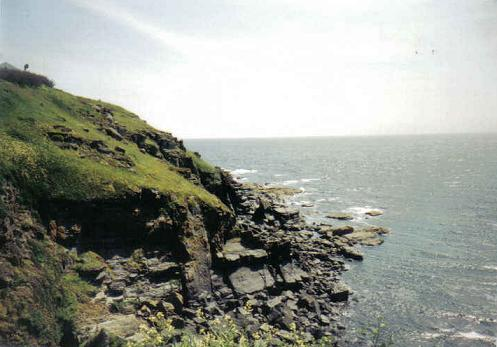
The Lizard Head, dans les Cornouailles, biotope originel du poney Goonhilly.

Le nom Goonhilly fait référence aux Goonhilly Downs, en Cornouailles, le mot goon étant un terme de Cornouailles désignant les landes de terre ou les basse-terres ; il s'agit du point le plus méridional de Grande-Bretagne. La race était localisée entre Helston et la pointe The Lizard Head. 
De par sa région géographique d'origine, il est vraisemblable que le Goonhilly ait un lien avec l'ancien poney du Dartmoor.
Dans la pièce de Richard Brome The demoiselle (1653), Amphilus cite « my poor little goonhilly [pony] » (mon pauvre poney Goonhilly, en français), en référence à l'animal qui l'a porté de Penzance à St Columb en une journée. Une notice de la Devonshire Association for the Advancement of Science, Literature and Art évoque un certain M. Yonge qui aurait voyagé d'Exeter à Londres, en 1678, sur un poney Goonhilly.
Un numéro du Sporting Magazine daté de 1832 fait référence à la race, en citant une comptine intitulée Old English Gentleman : 
|  | |  | |
|  | |  | |
|  | The Goonhilly breed |  | La race Goonhilly |
|  | Now on his half-Goonhilly he sat still His wonted station some commanding hill Where, the hounds opening on the adjacent height, He spurr'd his pony and yet held her tight. |  | Maintenant sur son demi-Goonhilly, il resta immobile Sa station habituelle en dominant une colline Où, les chiens qui s'ouvrent sur la hauteur adjacente, Il fit sauter son poney et le tint fort. |

En 1865, William Bentinck Forfar décrit les deux ou trois prés derrière son cottage cornouaillais, dans lesquels « might be seen occasionally a rough Goonhilly pony ».
Les croisements avec le Pur-sang et l'Arabe sont réputés avoir affaibli la race, faisant naître des chevaux trop légers pour être montés ou attelés. Les sujets croisés ont parfois été inscrits dans le stud-book du Hackney. Un certain Mr. John Williams, M. F. H., entreprend des actions pour sauver le Goonhilly en 1889. La race disparaît néanmoins à la fin du XIXe siècle, durant ce processus de croisements avec le Pur-sang, comme d'autres anciennes races de chevaux du Royaume-Uni.
En 1917, dans un numéro du Live Stock Journal, est mentionné le fait qu'en raison de l'absence de sources écrites connues, le poney Goonhilly puisse être un mythe.

## Description
Le Goonhilly est un poney,. Il toise en moyenne 1,27 m, d'après CAB International. 
Le modèle est celui du poney de bât. La tête est considérée comme élégante, proche de celle du cheval de sang chez les sujets considérés les meilleurs. Le corps est épais et solide, mais les membres sont plutôt fins. Il dispose d'une bonne longueur de reins.

## Utilisations
Les habitants des Cornouailles ont longtemps ignoré l'usage de la roue, et disposé d'un très mauvais réseau routier ; aussi, les poneys Goonhilly y étaient historiquement bâtés pour transporter diverses marchandises sur leur dos,. La popularité de cette race tient essentiellement à cet usage comme bête de somme. 

## Diffusion de l'élevage
La race est indiquée comme locale, et comme native du Royaume-Uni, dans la base de données DAD-IS. Elle était propre à Bodmin Moor, dans les Cornouailles anglaises,. Les données de population les plus récentes, datées de 2006, indiquent un effectif nul. 
L'étude menée par l'Université d'Uppsala, publiée en août 2010 pour la FAO, signale le Goonhilly comme race de chevaux européenne locale éteinte. Le Goonhilly est aussi indiqué comme éteint dans la dernière édition de l'encyclopédie de CAB International (2016). 